# Peña Vieja
Peña Vieja – szczyt masywu Picos de Europa w paśmie Gór Kantabryjskich. Leży w północno-zachodniej Hiszpanii, we wspólnocie autonomicznej Kantabria.
Pierwszego wejścia dokonali Aymart d'Arlot, Paul Labrouche i Cosme Soberón 9 lipca 1890 r.